# هوغو ألفاريز (لاعب كرة قدم)
هوغو ألفاريز (بالإسبانية: Hugo Álvarez)‏ هو لاعب كرة قدم إسباني، ولد في 21 يونيو 1985 في فيغو في إسبانيا. لعب مع رايو فايكانو وريال خاين وريال مورسيا وريال يونيون وسلتا فيغو ونادي ألكوركون ونادي إلتشي ونادي تينيريفي ونادي سمورة ونادي كارتاخينا ونادي لاس روزاس ونادي ليغانيس.

## وصلات خارجية
- هوغو ألفاريز على موقع قاعدة بيانات كرة القدم.إي يو (الإنجليزية)
- هوغو ألفاريز على موقع Soccerbase.com (لاعب) (الإنجليزية)
- هوغو ألفاريز على موقع Soccerway.com (الإنجليزية)
- هوغو ألفاريز على موقع AS.com (الإسبانية)